# إرنست كامبل موسنر
إرنست كامبل موسنر ( ولد 22 أكتوبر 1907 و توفي 5 أغسطس 1986) أستاذ اللغة الإنجليزية بجامعة تكساس في أوستن وكاتب سيرة الفيلسوف وكاتب المقالات والمؤرخ الإسكتلندي ديفيد هيوم (1711-1776). كان متخصصًا أيضًا في الكتابة عن صديق ديفيد هيوم المعاصر، آدم سميث .

## حياته
ولد إرنست كامبل موسنر في 22 أكتوبر 1907 في مدينة نيويورك. حصل على درجة البكالوريوس في اللغة الإنجليزية واللاتينية والتاريخ من سيتي كوليدج في عام 1929 ، وشهادتي الماجستير والدكتوراه في اللغة الإنجليزية والأدب المقارن من جامعة كولومبيا في عامي 1930 و 1936. في 22 يونيو 1936 ، تزوج من أليس كارولين والتز ، وهي أيضًا من نيويورك. درس لفترة وجيزة في CCNY(City College of New York) كليه مدينه نيويورك، وكولومبيا قبل أن ينضم إلى هيئة تدريس اللغة الإنجليزية في جامعة سيراكيوز عام 1937. حصل على زمالة غوغنهايم في عامي 1939 و 1945. توقفت منحته الدراسية خلال الحرب العالمية الثانية، عندما كان يعمل في مكتب الميزانية وخدم في الجيش الأمريكي.
في عام 1946 انضم موسنر إلى كليه اللغة الانجليزيه في جامعه تكساس في اوستن وعمل فيها لعدة سنوات بصفته محرراً لدراسات تكساس في اللغة والأدب. بينما كان يدرس  لزمالة فولبرايت البحثيه في عام 1968، كان موسنر استاذاً زائراً في جامعه غلاسكو و في وقت لاحق أصبح موسنر عضواً في لجنه أنشأتها الجامعة لتحرير طبعه علميه عن أعمال أدم سميث .
عام 1970، لقب موسنر بـ «أشبيل سميث» أستاذ اللغة الانجليزيه والفلسفة في جامعه تكساس . تقاعد موسنر عن التدريس في عام 1972. حصل موسنر على الدكتوراه الفخريه من جامعه إدنبره عام 1976.
كان مونسر عضواً في فاي بيتا كابا و جمعيه بحوث العلوم الانسانيه الحديثه والرابطة الدوليه لأساتذه الجامعات في تخصص اللغة الانجليزيه، ومعهد تكساس للأداب والمجلس الاستشاري لجمعيه اوغستان لإعاده الطبع وجمعيه اللغة الحديثه الوسطى الجنوبيه، وجمعيه المؤرخين الأمريكيين بالاضافه إلى نادي أوستن الاسبوعي. 
يعد ديفيد كامبل موسنر الطفل الوحيد لإرنست وكارولين موسنر، حيث أنه ولد في 2 أكتوبر 1946 وتوفي في فيتنام في 1 يونيو 1970. توفي إرنست وكارولين موسنر سوياً في المنزل في( أوستن - تكساس) في 5 أغسطس، 1986. 

## كتبُهُ
- Bishop Butler and the Age of Reason, Macmillan, New York 1936.
- The Forgotten Hume: Le bon David, Columbia, New York 1943.
- New Letters of David Hume, with R. Klibansky, Oxford 1954.
- The Life of David Hume, University of Texas Press, Austin, TX 1954; Thomas Nelson & Sons, Edinburgh 1954; Clarendon Press, Oxford 1954, 1970, 1980, 2001.
- A Treatise of Human Nature, David Hume, Penquin Books, New York 1969, 1984.